# فوسفوغليسيرات موتاز
فوسفوغلوكوموتاز (بالإنجليزية: phosphoglycerate mutase)‏، تختصر PGM، أحد الإنزيمات التي لها دور في عملية تحلل السكر glycolysis في الخلية.
وظيقته هي في الخطوة الثامنة في العملية حيث ينقل مجموعة الفوسفات من الذرة الثالثة إلى الذرة الثانية في مركب 3PGphosphoglycerate ليتحول إلى 2-phosphoglycerate 2PG من خلال إنزيم 2,3-bisphosphoglycerate كوسط للتفاعل.

## التفاعل
⇔

3PG + P-Enzyme → 2,3BPG + Enzyme → 2PG + P-Enzyme

## معرض صور

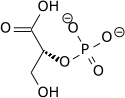
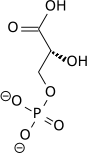